# Sobreplán
Sobreplanes o sobreplanes de la bodega es el nombre de las bulárcamas o cuadernas que se ponen en el interior de las embarcaciones, encima del forro y hasta la altura de la cubierta principal para aumentar la solidez y trabazón del casco.
Su número varía según la mayor o menor ligazón que se quiera dar al buque. Antiguamente, se ponía una por cada chaza en las más grandes. Después se redujeron a cinco y hoy son muy poco usadas. Las fragatas y otras embarcaciones de menos porte no llevan ninguna.